# Marian Ianculescu
Marian Ianculescu (n. 13 august 1943) este un fost deputat român în legislatura 1996-2000 și în legislatura 2000-2004, ales în județul Teleorman pe listele partidului PDSR. În legislatura 1996-2000, Marian Ianculescu a fost membru în grupurile parlamentare de prietenie cu Republica Peru și Republica Federativă  a Braziliei. În legislatura 2000-2004, Marian Ianculescu a fost membru în grupurile parlamentare de prietenie cu Republica Peru, Malaezia, Bosnia și Herțegovina. Marian Ianculescu este profesor universitar în domeniul silviculturii.